# Crenavolva
Crenavolva is een geslacht van weekdieren uit de klasse van de Gastropoda (slakken).

## Soorten
- Crenavolva aureola (Fehse, 2002)
- Crenavolva cruenta Gowlett-Holmes & Holmes, 1989
- Crenavolva grovesi Lorenz & Fehse, 2009
- Crenavolva guidoi Fehse, 2002
- Crenavolva janae Lorenz & Fehse, 2009
- Crenavolva leopardus Fehse, 2002
- Crenavolva marmorata Fehse, 2007
- Crenavolva martini Fehse, 1999
- Crenavolva matsumiyai Azuma, 1974
- Crenavolva nanshaensis Ma & Zhang, 1996
- Crenavolva philippei Lorenz & Fehse, 2009
- Crenavolva striatula (G. B. Sowerby I, 1828)
- Crenavolva tinctura (Garrard, 1963)
- Crenavolva tokuoi Azuma, 1989
- Crenavolva traillii (A. Adams, 1855)
- Crenavolva virgo (Azuma & Cate, 1971)
- Crenavolva vitrea (Omi & Iino, 2005)